# Sorocaba
Sorocaba è un comune del Brasile nello Stato di San Paolo, parte della mesoregione Macro Metropolitana Paulista e della microregione di Sorocaba.

## Storia
La città fu fondata da Baltazar Fernandes nel 1654, dopo un primo villaggio degli inizi del secolo (Nova Vila de Nossa Senhora da Ponte de Mont Serrat, poi Itavuvu) e a quell'epoca risale la costruzione della cappella di Nossa Senhora da Ponte, sul sito dell'odierna cattedrale, e del convento di São Bento de Parnaíba di monaci benedettini (1660). Con un editto emesso dal governatore generale di San Paolo il 3 marzo del 1661, la nuova città prese il nome di Vila de Nossa Senhora da Ponte de Sorocaba.
Con l'arrivo del colonnello Cristóvão Pereira de Abreu nel 1773 si manifesta il fenomeno del tropeirismo, commerci a dorso di mulo che si snodavano lungo la direzione nord-sud e sulla strada delle spedizioni minerarie e forestali. In seguito alla Guerra di secessione americana nel XIX secolo, le industrie tessili della Gran Bretagna furono costrette a cercare luoghi adatti alla coltivazione del cotone, che precedentemente importavano dalla parte meridionale degli Stati Uniti e a partire dal 1862 ne introdussero la coltivazione nello Stato di San Paolo. Il grande sviluppo industriale che ne conseguì e l'apertura della più importante via ferroviaria dello Stato (Estrada de ferro sorocabana, dal 1872) fece attribuire alla città il titolo di "Manchester Paulista".
Tuttora vi hanno sede industrie di ingegneria meccanica e il suo "Parco Industriale" è uno dei più importanti dell'America Latina. La città è sede universitaria (un'università pubblica e tre private) e sede arcivescovile. Nella piazza "Frei Barauna" si trova un obelisco innalzato nel 1948 dall'Associazione dei combattenti del Brasile in onore dei soldati della città inviati a combattere in Italia durante la seconda guerra mondiale. Il carcere della città fu una delle sedi di una rivolta a catena nei penitenziari brasiliani nel 1997.

## Sport
La principale società sportiva della città è il São Bento.